# 愛德華·偉特

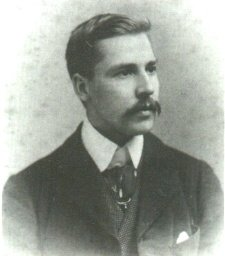
1880年代初期的亞瑟·愛德華·偉特

亞瑟·愛德華·韋特（1857年10月2日—1942年5月19日），俗稱 A. E. 韋特，是一個在美國出生的英國詩人和學者，他亦是是19世紀末英國著名的神秘學團體黄金黎明協會的會員。他共同創製了偉特塔羅，是目前最流行的塔羅牌之一。